# 真假茱莉葉
《真假茱莉葉》（日语：Wジュリエット）與續作《真假茱莉葉II》（日语：WジュリエットII）是日本少女漫畫家絵夢羅的作品。

## 故事簡介

### 主要登場人物
※聲優列表來自廣播劇CD
三浦糸（聲：高山南）
成田真（聲：高乃麗）